# 吉川政重
吉川 政重（よしかわ まさしげ、1964年12月12日 - ）は、日本の元政治家、行政書士。衆議院議員（1期）、奈良県議会議員（1期）、香芝市議会議員（3期）を務めた。

## 来歴
- 1964年：自動車修理業を営む父の長男として、奈良県香芝市生まれ。天理中学校、天理高等学校、関西大学法学部、京都大学大学院法学研究科卒業。
- 1987年：奈良県職員に採用、県立医大事務局県庁文書学事課に勤務。
- 1990年：香芝市民救援衣料センター設立
- 1992年：吉川行政書士事務所開業
- 1993年：香芝市議会議員に29歳で初当選（3期目の任期途中で県議選挙立候補のため辞職）
- 2003年：奈良県議会議員に39歳で初当選
- 2005年：奈良県議会議員を辞職、第44回衆議院議員総選挙に民主党公認で奈良3区から出馬したが、自由民主党の奥野信亮に敗れ、落選。
- 2009年：第45回衆議院議員総選挙の奈良3区で奥野を破り、初当選
- 2012年：第46回衆議院議員総選挙の奈良3区で奥野に敗れ、落選。

2013年11月付で政界引退を表明した（ブログでは2014年10月4日付）。記事中では、「今後は一市民住民として、政治に関心を持ちながら引き続きこの国の人々の幸福を願い、行動を続けていきたいと存じます」としている。